# Persson Motorsport

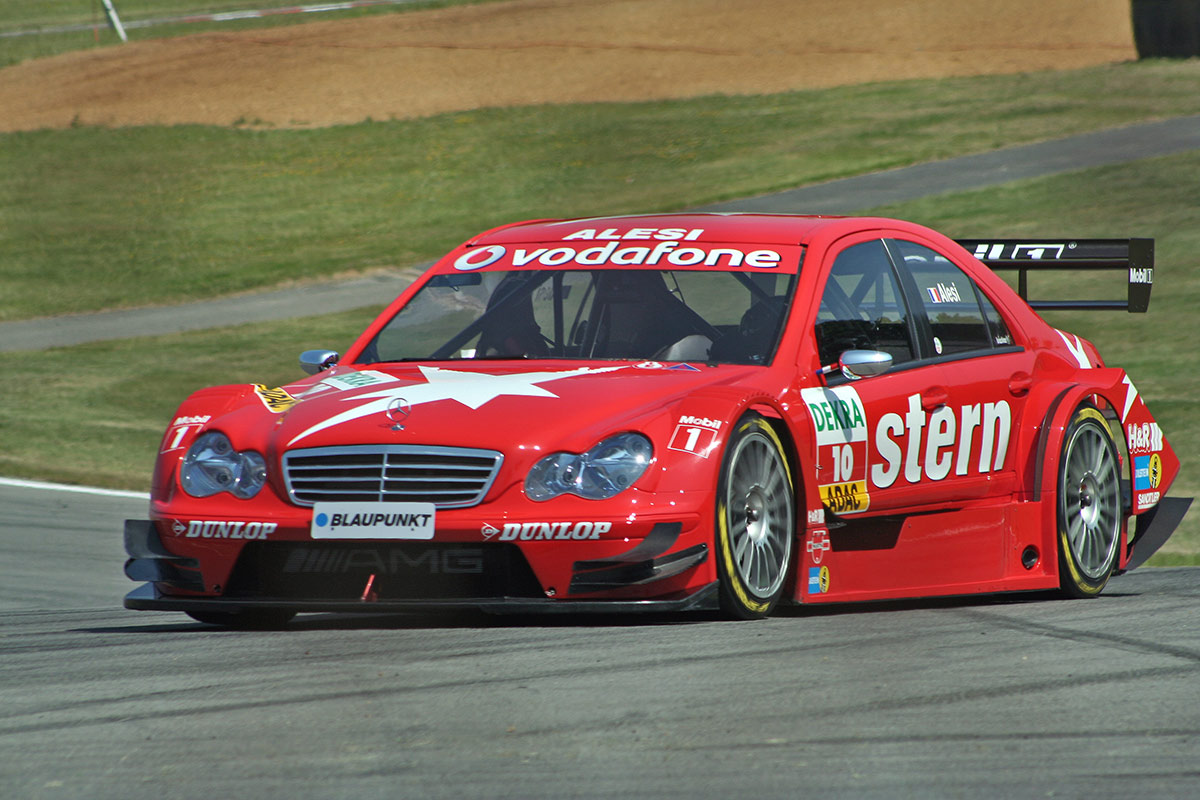
Жан Алези за рулем годовалого Мерседес (Persson Motorsport) в Брэндс-Хэтч, 2006.

Persson Motorsport (Перссон Моторспорт) — немецкая автогоночная команда, основанная шведом Ингмаром Перссоном и выступающая в ДТМ при поддержке «Мерседеса». Перссон пришёл ещё в старый ДТМ, в 1992 году, и с 1993 года три сезона подряд получал титул лучшей частной команды чемпионата. После краха ДТМ в 1996 году перешёл в ФИА ГТ, в котором в 1998 году занял третье место в командном зачете. С возрождением ДТМ в 2000г. Ингмар Перссон вернулся туда вместе с Мерседес. Первоначально Persson Motorsport, как HWA, имела новую технику, однако постепенно перешла на годовалые машины. Однако команда остается сильнейшим сателлитом Мерседес, часто открывая молодые таланты, которые затем переходили в заводскую команду. Так, в 2001 году в команде дебютировал Кристиан Альберс, который стал вице-чемпионом в 2003 г. В 2005 г. из Ф3 пришёл Бруно Спенглер, который на следующий год перешёл в заводскую команду и стал вице-чемпионом, тогда же, в 2005 г. в команду пришёл француз Жан Алези, который на следующий год решил завершить выступления в серии. В 2007 г. в команду пришли чемпион Евросерии Ф3 Пол ди Реста и вернувшийся в ДТМ Гари Паффетт, причём Паффет одержал победу уже во второй гонке за рулем годовалой машины, а ди Реста за рулем двухлетней занял подиум.
В сезоне 2009 г. за команду выступали Сьюзан Стоддарт и Джейми Грин, переведенный из заводской команды. Технический руководитель Ханс-Петер Наундорф. Всего в команде работает 21 человек.